# Alistair Foot
Alistair Foot (* 2. Juli 1930 in Cambridge; † 26. April 1971) war ein britischer Film- und Theaterautor, der vor allem als Komödienautor bekannt wurde.

## Leben
Foot besuchte die Perse School in seiner Heimatstadt, die Beverley Grammar School in Beverley und das Eaglehurst College in Northampton. Die Schulausbildung schloss er mit 15 Jahren ab. Danach war er als Journalist und dann in der Werbebranche tätig. 
Alistair gelang der Durchbruch im Film und Theaterbereich zusammen mit Anthony Marriott. Die mit ihm zusammen geschriebenen Komödien Uproar in the House und Bitte keinen Sex, wir sind Briten (No Sex Please: We’re British) zählen zu seinen bekanntesten Bühnenstücken. Bereits mit Uproar in the House waren die beiden von 1967 bis 1969 sehr erfolgreich in den Theatern im Londoner West End. Bitte keinen Sex, wir sind Briten wurde dort allein in drei Theatern im Zeitraum von 1971 bis 1987 insgesamt 6.761-mal aufgeführt und 1973 mit Hilfe von Marriott verfilmt. Das Stück ist damit das am längsten aufgeführte in der britischen Theatergeschichte. Auch Uproar in the House wurde 1971 von Peter Goldbaum unter dem Titel Ein toller Dreh für den Bayerischen Rundfunk in deutscher Sprache verfilmt.
Alistair starb nach einer kurzen schweren Krankheit bereits während der Proben zu No Sex Please: We’re British und erlebte den Erfolg des Stückes nicht mehr.